# Municipio 7 Beaver Creek
El municipio 7 Beaver Creek (en inglés: Township 7, Beaver Creek) es un municipio ubicado en el  condado de Jones en el estado estadounidense de Carolina del Norte. En el año 2010 tenía una población de 1.074 habitantes.

## Geografía
El municipio 7 Beaver Creek se encuentra ubicado en las coordenadas 35°10′18.94″N 77°26′25.7″O / 35.1719278, -77.440472.